# Gare de Longueville-sur-Scie
Ne doit pas être confonfu avec Gare de Longueville, dans le département de Seine-et-Marne.
La gare de Longueville-sur-Scie est une gare ferroviaire française de la ligne de Malaunay - Le Houlme à Dieppe, située sur le territoire de la commune de Longueville-sur-Scie, dans le département de la Seine-Maritime en région Normandie.
Elle est mise en service en 1848 par la Compagnie anonyme des chemins de fer de Dieppe et de Fécamp.
C'est une halte voyageurs de la Société nationale des chemins de fer français desservie par des trains TER.

## Situation ferroviaire
Établie à 63 mètres d'altitude la gare de Longueville-sur-Scie est située au point kilométrique (PK) 183,930 de la ligne de Malaunay - Le Houlme à Dieppe (section à voie unique), entre les gares d'Auffay et de Saint-Aubin-sur-Scie.
Gare d'évitement elle possède une deuxième voie pour le croisement des trains sur cette section à voie unique.

## Histoire
La station de Longueville-sur-Scie est mise en service le 1er août 1848 par la Compagnie anonyme des chemins de fer de Dieppe et de Fécamp, lorsqu'elle ouvre à l'exploitation les 51 km de sa ligne de Malaunay à Dieppe.
En 2015, SNCF estime la fréquentation annuelle à 29 540 voyageurs.

## Service des voyageurs

### Accueil
Halte SNCF, c'est un point d'arrêt non géré (PANG). Elle est équipée d'automates pour l'achat de titres de transport.
Une passerelle permet la traversée des voies et l'accès aux quais.

### Desserte
Longueville-sur-Scie est desservie par les trains TER Normandie (relation de Rouen-Rive-Droite à Dieppe).

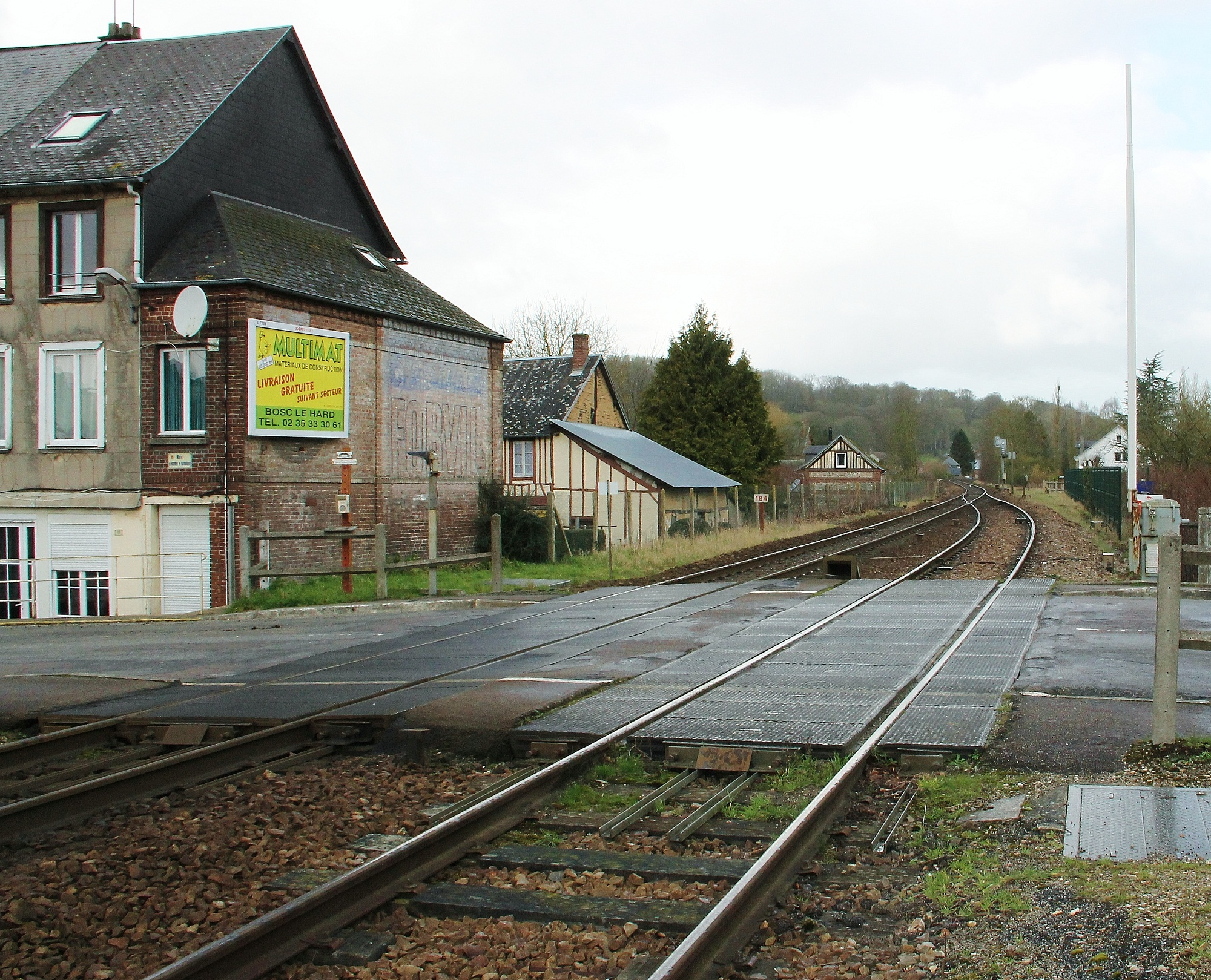
Sortie de la gare de Longueville-sur-Scie, direction de Dieppe
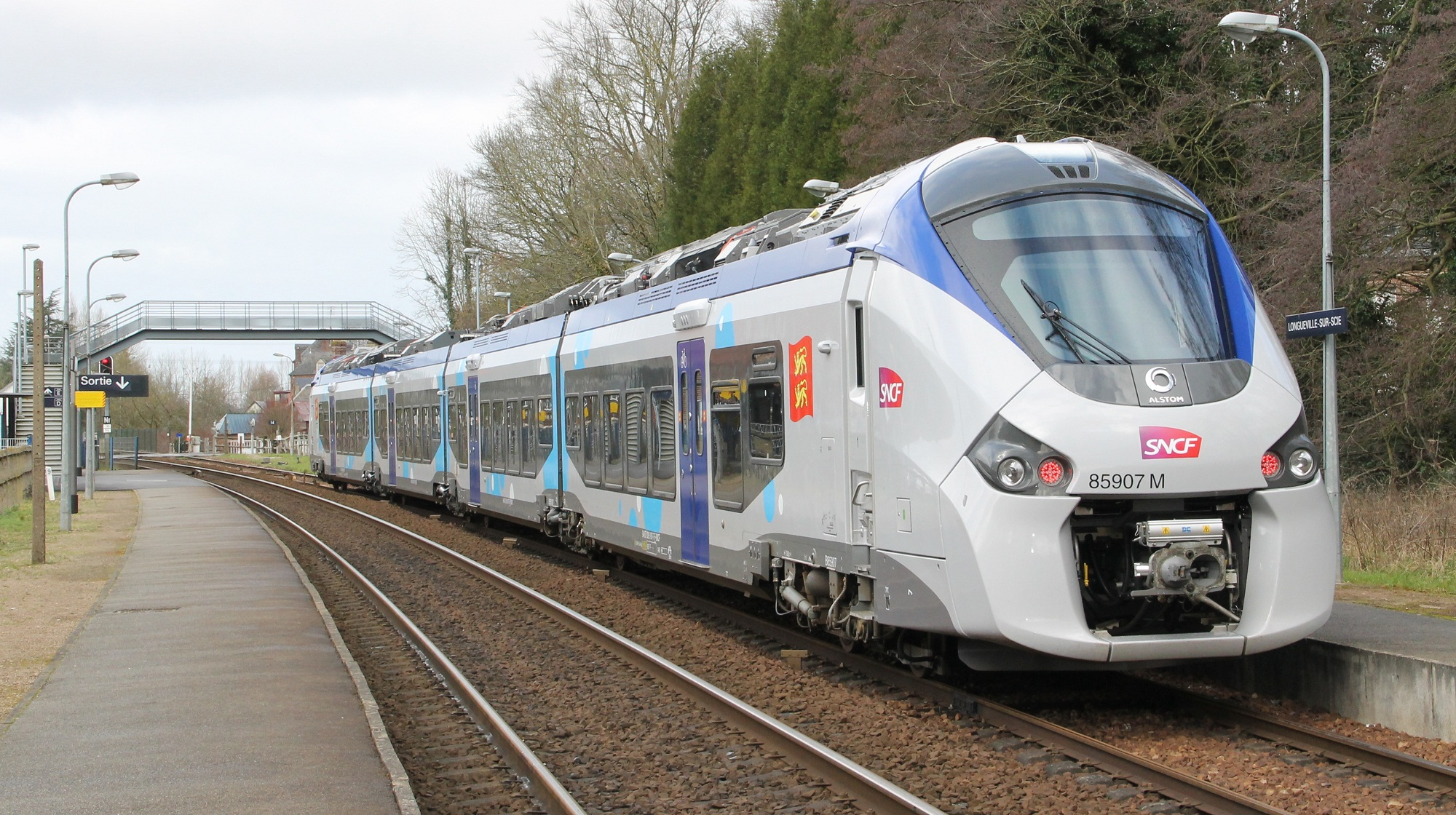
Arrêt à Longueville-sur-Scie d'une rame Régiolis neuve en essais

### Intermodalité
Un parc pour les vélos et un parking pour les véhicules (11 places) y sont aménagés.

## Patrimoine ferroviaire
L'ancien bâtiment voyageurs et une ancienne halle à marchandises.